# ناحیه یونیون، شهرستان کومبرلند، ایلینوی
ناحیه یونیون (به انگلیسی: Union Township) یک منطقهٔ مسکونی در ایالات متحده آمریکا است که در شهرستان کومبرلند واقع شده‌است. ناحیه یونیون ۱۸۶ متر بالاتر از سطح دریا واقع شده‌است.